# 维尔纳·卢埃克
维尔纳·卢埃克（德語：Werner Lueg，1931年9月16日—2014年7月13日），德国男子田径运动员，主攻中跑。他曾代表德国参加1952年夏季奥林匹克运动会田径比赛，获得男子1500米铜牌。